# Fjord Line
Fjord Line är ett färjerederi, baserat i Bergen, Norge.

## Rutter
- Kristiansand (Norge) - Hirtshals (Danmark). Bil- och passagerarfärja (MS Fjord Cat - en av världens snabbaste bilfärjor med en marschfart på 40 knop). Rutten drivs under sommarhalvåret (april-september).
- Bergen - Stavanger (Norge) - Hirtshals (Danmark). Bil- och passagerarfärja, även godsfrakt. (Ms «Stavangerfjord» och Ms «Bergensfjord»)
- Langesund (Norge) - Hirtshals (Danmark) (Ms «Stavangerfjord» & Ms «Bergensfjord»)
- Sandefjord (Norge) - Strömstad (Sverige) (Ms «Oslofjord») - Rutten läggs ner från och med den 30 oktober 2023.[1][2]

Tidigare har rederiet haft trafik Bergen-Haugesund-Stavanger-Newcastle (Storbritannien), samt Bergen-Haugesund-Egersund-Hanstholm (Danmark).